# Piotr Jasek
Piotr Jasek (ur. 14 czerwca 1967 w Tychach) – polski poeta, prozaik i scenarzysta serialowy.

## Życiorys
W 1996 ukończył zaoczne Wyższe Zawodowe Studium Scenariuszowe PWSFTviT w Łodzi.
Jako scenarzysta zadebiutował serialem Lot 001 z 1999. Napisał scenariusze do kilku odcinków seriali: Rodzinka, Egzamin z życia, Do dzwonka i Echo serca, którego był też pomysłodawcą. Był głównym scenarzystą seriali BrzydUla i Singielka oraz kilkuset odcinków seriali Na Wspólnej i Pierwsza miłość. Od 2019 pisze scenariusz do serialu Leśniczówka.
Napisał scenariusze do filmów Los numeros (2011), 1800 gramów (2019) i Jak zostać gwiazdą (2020).
W marcu 2017 zadebiutował jako autor teatralny, wystawiając spektakl Selfie.com.pl w warszawskim Teatrze My.
Jako prozaik zadebiutował zbiorem opowiadań Data ważności (2001). W 2002 roku napisany przez niego scenariusz Niebieski mundurek zajął trzecie miejsce w polskiej edycji międzynarodowego konkursu scenariuszowego o Nagrodę Hartley-Merrill. W 2003 wydał tomik poezji Niewieżowce, a w 2019 roku opublikował zbiór wierszy pt. uważam że cię kocham (Wydawnictwo Wolno).
Książka uważam że cię kocham została nagrodzona w konkursie na Książkę Edytorsko Doskonałą Edycja 2019/2020 za „kulturę wydawniczą, smak i opracowanie graficzne”.

## Życie prywatne
W latach 2009–2021 związany z aktorką Julią Kamińską, którą poznał na planie serialu BrzydUla.

## Scenariusze

### Seriale
- 1999: Lot 001
- 2000: Duża przerwa (odc. 14)
- 2003: Bao-Bab, czyli zielono mi (odc. 3, 10)
- 2003–2004: Rodzinka (odc. 3, 8, 12, 14)
- 2004–2006: Na Wspólnej (odc. 366–670)
- 2006–2007: Egzamin z życia (odc. 51–79, 81–97)
- 2008–2009: BrzydUla
- 2010–2011: Do dzwonka (odc. 1–40)
- 2013–2014: Piąty Stadion (odc. 82, 116, 132–133)
- 2015: Web Therapy
- 2015–2016: Singielka
- 2015–2017: Pierwsza miłość (odc. 2125–2196, 2198–2517)
- 2017: Grześki wracają do szkoły (odc. 1–5)
- od 2019: Leśniczówka (od odc. 76)
- 2019: Echo serca (odc. 1–3)
- od 2020: BrzydUla 2

### Filmy
- 2011: Los numeros
- 2019: 1800 gramów
- 2020: Jak zostać gwiazdą (film 2020)

## Nagrody
- 2010 – Telekamery 2010 za BrzydUlę[15]
- 2021 – Telekamery 2021 za BrzydUla